# گووخوازی
گووخوازی (لهستانی: Głuchołazy؛ تلفظ لهستانی: [ɡwuxɔˈwazɨ]) یک شهر در جنوب غربی لهستان است که در شهرستان نسا از استان اوپوله و گمینا گووخووازه در نزدیکی مرز جمهوری چک واقع شده‌است.
گووخوازی ۶٫۸۳ کیلومتر مربع مساحت و ۱۳٬۵۳۴ نفر جمعیت دارد.

## خواهرخوانده
شهرهای یسنیک، میکولوویتسه و زلاته هوری خواهرخوانده‌های گووخوازی هستند.